# Herman Van Rompuy
Herman Achille Van Rompuyⓘ (wym. [ˈɦɛrmɑn vɑn ˈrɔmpœy̆]; ur. 31 października 1947 w Etterbeek) – belgijski i flamandzki polityk, uhonorowany tytułem hrabiego. Były przewodniczący Chrześcijańskiej Partii Ludowej, wicepremier i minister budżetu w latach 1993–1999, przewodniczący Izby Reprezentantów od 2007 do 2008, premier Belgii w latach 2008–2009, od 2009 do 2014 pierwszy stały przewodniczący Rady Europejskiej.

## Życiorys

### Życie prywatne i wykształcenie
Herman Van Rompuy urodził się w 1947 w Etterbeek jako syn profesora ekonomii Vica Van Rompuya. W 1965 ukończył Kolegium Świętego Jana Berchmansa w Brukseli. W 1968 uzyskał licencjat z filozofii na Katholieke Universiteit Leuven, a w 1971 uzyskał na tej uczelni również magisterium z zakresu ekonomii.
Jest żonaty z Geertrui Windels, ma czworo dzieci: Petera (ur. 1980), Laurę (ur. 1981), Elke (ur. 1983) i Thomasa (ur. 1986). Jego brat, Eric Van Rompuy, również wstąpił do CD&V, natomiast siostra, Christine Van Rompuy, została działaczką ugrupowania komunistycznego. Herman Van Rompuy jest autorem publikacji na tematy społeczno-polityczne, jak również aktywnym blogerem oraz twórcą poezji haiku. Uczestniczył w spotkaniach Grupy Bilderberg.
Dekretem królewskim z 8 lipca 2015 otrzymał belgijski tytuł hrabiowski.

### Początki działalności politycznej
Po studiach, od 1972 do 1975, pracował jako urzędnik w administracji Narodowego Banku Belgii. W latach 1973–1977 był wiceprzewodniczącym młodzieżówki Chrześcijańskiej Partii Ludowej (CVP), w 2001 przekształconej w ugrupowanie pod nazwą Chrześcijańscy Demokraci i Flamandowie (CD&V). W 1978 wszedł w skład biura krajowego CVP, pozostał później we władzach CD&V.
W latach 1975–1978 był doradcą w gabinecie premiera Leo Tindemansa. Od 1978 do 1980 pracował jako doradca w gabinecie ministra finansów Gastona Geensa. Od 1982 do 1988 pełnił funkcję przewodniczącego CVP w okręgu Brussel-Halle-Vilvoorde. W latach 1980–1988 był dyrektorem centrum naukowego Centrum voor Politieke, Economische en Sociale Studies, a do 1987 także profesorem w wyższej szkole handlowej (Handelshogeschool) w Antwerpii. Od maja 1988 do września 1988 zajmował stanowisko sekretarza stanu ds. finansów oraz małej i średniej przedsiębiorczości.

### Działalność polityczna w latach 1988–2007
W okresie 1988–1995 wchodził w skład Senatu z ramienia CVP. Od września 1988 do września 1993 stał na czele Chrześcijańskiej Partii Ludowej. Od września 1993 do lipca 1999 zajmował stanowisko wicepremiera i ministra budżetu w gabinecie, którym kierował Jean-Luc Dehaene (w 1999 odpowiadał również za sprawy rolnictwa). W 1999 jego partia przegrała wybory parlamentarne i znalazła się w opozycji.
W 1995 Herman Van Rompuy wszedł w skład Izby Reprezentantów, uzyskiwał reelekcję w 1999, 2003 i 2007. W styczniu 2004 otrzymał przyznany przez króla tytuł ministra stanu.
12 lipca 2007 został wybrany na przewodniczącego Izby Reprezentantów, którym pozostał do czasu objęcia stanowiska premiera. 29 sierpnia 2007 król Albert II powierzył mu misję prowadzenia rokowań koalicyjnych (explorateur) w czasie kryzysu politycznego, jaki nastąpił w Belgii po czerwcowych wyborach parlamentarnych. Celem było kontynuowanie negocjacji i doprowadzenie do porozumienia partii walońskich i flamandzkich w sprawie utworzenia wspólnego rządu. Herman Van Rompuy złożył królowi raporty ze swoich działań 3 września i 10 września 2007. 29 września 2007 przedstawił raport końcowy, po czym król zwolnił go z misji negocjatora i powierzył misję stworzenia rządu Yves’owi Leterme.

### Premier Belgii
Kolejny kryzys polityczny w Belgii nastąpił w grudniu 2008, gdy Yves Leterme został pomówiony o domniemane próby wpływania na sędziów prowadzących proces dotyczący sprzedaży banku Fortis grupie BNP Paribas (czego nie potwierdziło późniejsze dochodzenie). 19 grudnia premier razem z całym gabinetem podał się do dymisji. 22 grudnia Albert II przyjął jego rezygnację, powierzając pełnienie obowiązków do momentu sformowania nowego gabinetu. Były premier Wilfried Martens został mianowany negocjatorem (explorateur) w celu prowadzenia rozmów na temat wyboru nowego premiera i stworzenia rządu. Przekonał Hermana Van Rompuya do objęcia tego stanowiska. Albert II, po uzyskaniu raportu, 28 grudnia 2008 powierzył tę misję przewodniczącemu niższej izby parlamentu.
30 grudnia 2008 Herman Van Rompuy porozumiał się z liderami pięciu tworzących dotychczasową koalicję partii politycznych (CD&V, CdH, Open VLD, MR, PS) w sprawie jej dalszego utrzymania oraz kontynuacji prac gabinetu w prawie niezmienionym składzie. 30 grudnia 2008 Albert II mianował Hermana Van Rompuya nowym premierem Belgii i zaprzysiągł jego rząd.

### Przewodniczący Rady Europejskiej
W listopadzie 2009, po ostatecznej ratyfikacji traktatu lizbońskiego, premier Belgii zaczął być wymieniany jako jeden z głównych kandydatów do obsadzenia ustanowionego przez ten traktat stanowiska przewodniczącego Rady Europejskiej. Według doniesień prasowych jego osoba została zaakceptowana przez Francję oraz Niemcy, które chciały widzieć na tym stanowisku polityka z mniejszego państwa UE o dużych zdolnościach organizatorskich i koncyliacyjnych. Było to stanowisko przeciwne wobec Wielkiej Brytanii, mającej forsować kandydaturę byłego premiera Tony’ego Blaira. Szwecja, sprawująca prezydencję w UE, dążyła, by wybór przewodniczącego odbył się na zasadzie konsensusu zamiast na drodze głosowania, co przewidywał traktat. W tym celu w dniach poprzedzających wybór rozpoczęła konsultacje z szefami państw i rządów. Herman Van Rompuy potwierdził oficjalnie wolę ubiegania się o urząd.
19 listopada 2009 na specjalnym szczycie w Brukseli szefowie państw i rządów UE w drodze porozumienia wybrali Hermana Van Rompuya na pierwszego stałego przewodniczącego Rady Europejskiej. Urząd ten objął 1 grudnia 2009, tj. w dniu wejścia w życie traktatu lizbońskiego. Na początku marca 2012 został wybrany przez Radę Europejską na drugą kadencję na to stanowisko.
W związku z wyborem 25 listopada 2009 Herman Van Rompuy złożył na ręce króla dymisję ze stanowiska szefa belgijskiego rządu. Tego samego dnia Albert II nowym premierem kraju mianował Yves’a Leterme.
Urząd przewodniczącego RE Herman Van Rompuy sprawował do 30 listopada 2014.

## Skład rządu
- premier: Herman Van Rompuy (CD&V)
- wicepremier, minister finansów i reform instytucjonalnych: Didier Reynders (MR)
- wicepremier, minister spraw społecznych i zdrowia publicznego: Laurette Onkelinx (PS)
- wicepremier, służb i przedsiębiorstw publicznych: Steven Vanackere (CD&V)
- wicepremier, minister budżetu: Guy Vanhengel (Open VLD), powołany 17 lipca 2009
- wicepremier, minister zatrudnienia i równouprawnienia: Joëlle Milquet (cdH)
- minister spraw zagranicznych: Karel De Gucht (Open VLD), od 17 lipca 2009 Yves Leterme (CD&V)
- minister sprawiedliwości: Stefaan De Clerck (CD&V)
- minister obrony: Pieter De Crem (CD&V)
- minister emerytur i aglomeracji: Marie Arena (PS), od 17 lipca 2009 Michel Daerden (PS)
- minister klimatu i energii: Paul Magnette (PS)
- minister współpracy na rzecz rozwoju: Charles Michel (MR)
- minister małej i średniej przedsiębiorczości, rolnictwa, nauki: Sabine Laruelle (MR)
- minister spraw wewnętrznych: Guido De Padt (Open VLD), od 17 lipca 2009 Annemie Turtelboom (Open VLD)
- minister przedsiębiorczości i uproszczenia: Vincent Van Quickenborne (Open VLD)

## Odznaczenia i wyróżnienia
Belgijskie
- 2003 – Komandor Orderu Leopolda[22]
- 2004 – Tytuł honorowy ministra stanu nadany przez króla Belgów Alberta II
- 2009 – Wielka Wstęga Orderu Leopolda[1][23]
- 2015 – Tytuł hrabiowski nadany przez króla Belgów Filipa I[24]

Zagraniczne
- 2011 – Wielki Oficer Legii Honorowej (Francja)[1]
- 2012 – Wielki Oficer Narodowego Orderu Wybrzeża Kości Słoniowej (Wybrzeże Kości Słoniowej)[1]
- 2013 – Krzyż Wielki Orderu Gwiazdy Rumunii (Rumunia)[1]
- 2014 – Krzyż Wielki Orderu Narodowego Beninu (Benin)[1][25]
- 2014 – Order Podwójnego Białego Krzyża II klasy (Słowacja)[1]
- 2014 – Krzyż Wielki Orderu Oranje-Nassau (Holandia)[26]
- 2015 – Krzyż Komandorski z Gwiazdą Orderu Zasługi Rzeczypospolitej Polskiej (Polska)[27]
- 2015 – Order za Wybitne Zasługi (Słowenia)[28]
- 2016 – Wielka Wstęga Orderu Wschodzącego Słońca (Japonia)[29]
- 2024 – Nagroda im. bp. Tadeusza Pieronka „In Veritate” (Polska)[30]

## Wybrane publikacje
Herman Van Rompuy jest autorem artykułów na tematy społeczne, polityczne i gospodarcze, a także autorem kilku książek w tym:
- De kentering der tijden (Zmiana czasu), 1979,
- Hopen na 1984 (Nadzieja po 1984), 1984,
- Het christendom. Een moderne gedachte (Chrześcijaństwo. Nowoczesny pomysł), 1990,
- Vernieuwing in hoofd en hart. Een tegendraadse visie, 1998,
- De binnenkant op een kier. Avonden zonder politiek (Wieczory bez polityki), 2000,
- Dagboek van een vijftiger, 2004.